# Минитонка (Минесота)
Минитонка (енгл. Minnetonka) град је у америчкој савезној држави Минесота.

## Демографија
По попису из 2010. године број становника је 49.734, што је 1.567 (-3,1%) становника мање него 2000. године.
| Група             | 2000.          | 2010.          |
| Белци             | 48.067 (93,7%) | 44.081 (88,6%) |
| Афроамериканци    | 767 (1,5%)     | 1.855 (3,7%)   |
| Азијати           | 1.174 (2,3%)   | 1.565 (3,1%)   |
| Хиспаноамериканци | 657 (1,3%)     | 1.169 (2,4%)   |
| Укупно            | 51.301         | 49.734         |